# Dan D
Dan D (Den D) je slovinská hudební skupina založená v roce 1996 v Novém Městu.
Vznikla v roce 1996 po rozpadu skupiny Mercedes Band, když její bývalí členové Tomislav Jovanovič - Tokac (zpěv) a Dušan Obradinovič - Obra (bicí) oslovili tři zkušené hudebníky, Marka Turka - Tuča (kytara), Primože Špelka (bas) a Aleše Bartelja (sólová kytara).
Krátce po svém vzniku připravili a v roce 1997 vydali svou první desku nazvanou Igra (Hra). Videoklipy k hitům Za naju punca a Bodi moja režíroval Ven Jemeršič. O dva roky později vydali desku Ko hodiš nad oblaki (Když chodíš nad oblaky) se stejnojmenným singlem. V té době také za účelem prezentace filmu Notting Hill přepracovali rockovou klasiku Gimme some lovin', kterou nazvali Dej mi mal' ljubezni.
Tímto končí skupina v původní podobě, když ji opouštějí Primož Špelko a Aleš Bartelj. Po krátké pauze se ke zbylým třem členům přidává hráč na bicí Andrej Zupančič a hráč na klávesy Boštjan Grubar. Nová sestava začala s producentem Žaretem Pakem s natáčením dalšího alba, které vyšlo v roce 2004 pod názvem Katere barve je tvoj dan? (Jaké barvy je tvůj den?) ve vydavatelství KifKif/Menart. Album je charakterizováno větší žánrovou různorodostí, účinkuje na něm několik hostů, obsahuje singly Plešeš, Čas, Voda, Počasi, Le naprej a další skladby.
V roce 2006 proběhla další výměna členů, když baskytaristu Andreja Zupančiča nahradil Nikola Sekulovič. Jedno z jeho prvních veřejných vystoupení bylo při udělování slovinských televizních cen Viktor, při kterém skupina Dan D zahrála se skupinou Siddharta společnou skladbu Voda a Male roke, jeden z největších slovinských hitů roku 2007.
Koncem roku 2008 se skupina vydala na klubové turné, na kterém během deseti koncertů představili skladby z připravovaného alba. První oficiální singl alba byl Jutranja, v únoru 2009 ho následoval singl Google Me, v červnu je následoval ještě Love song.

## Diskografie
- Igra (1997)
- Ko hodiš nad oblaki (1999)
- Katere barve je tvoj dan (2004)
- Ure letenja za ekstravagantne ptice (2009)
- Dan 202 (CD/DVD) (2010)